# Witalij Tokczinakow
Witalij Fiodorowicz Tokczinakow (ros. Виталий Фёдорович Токчинаков; ur. 5 marca 1951, zm. 21 sierpnia 2024) – radziecki zapaśnik startujący w stylu wolnym.
Złoty medalista mistrzostw Europy w 1974. Drugi w Pucharze Świata w 1975. Mistrz ZSRR w 1973 roku.